# Lena Scissorhands
Elena Cataraga (Chișinău, Moldavia, 22 de noviembre de 1986), más conocida por su seudónimo Lena Scissorhands, es una cantante y compositora moldava. Es la actual vocalista de la banda de nu metal/metalcore Infected Rain.

## Discografía

### Álbumes de estudio
- 2011: Asylum
- 2014: Embrace Eternity
- 2017: 86
- 2019: Endorphin
- 2022: Ecdysis
- 2024: TIME

### EP
- 2009: Judgemental Trap
- 2011: EP 2009

### Demos
- 2008: Demo 2008